# Уоркмен, Фанни
Фанни Буллок Уоркмен (англ. Fanny Bullock Workman; 8 января 1859, Вустер, Массачусетс, США — 22 января 1925, Канны, Франция) — американская альпинистка, исследовательница и писательница. Автор многих опубликованных путевых очерков и научно-популярных статей о путешествиях. Также общественный деятель, феминистка и суфражистка, выступавшая за предоставление избирательных прав женщинам и защиту их других свобод.
Была одной из первых женщин — профессиональных альпинисток. Заниматься этим видом спорта начала в 1880-х годах, впервые попробовав свои силы в несложных восхождениях на Северо-востоке США, а позже в 1890-х годах в Европе. Установила несколько рекордов для женщин. Помимо альпинизма и горного туризма, Фанни Уоркмен и её муж активно занимались велосипедным туризмом: вначале в Европе, а затем в Индии и Гималаях.

## Детство и юность

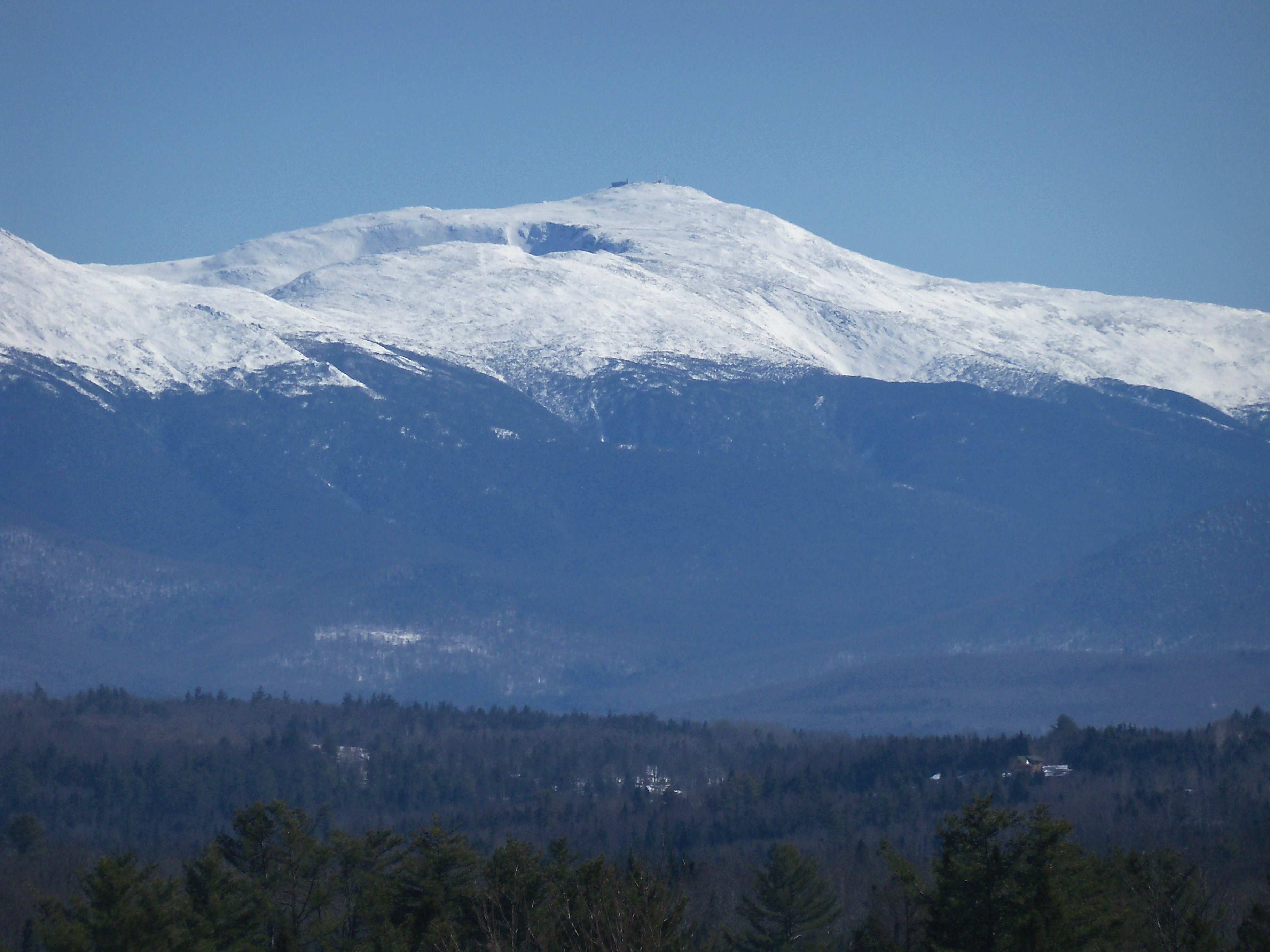
Гора Вашингтон в Нью-Гэмпшире. Здесь Фанни Уоркмен училась скалолазанию.

Фанни Уоркмен родилась 8 января 1859 года в городе Вустер (штат Массачусетс, США) в богатой аристократической семье политика и бизнесмена, губернатора штата Александра Гамильтона Буллока (англ. Alexander Hamilton Bullock) и его супруги Эльвиры Хазард (англ. Elvira Hazard). Её дальние предки были из числа отцов-пилигримов — основателей первых европейских поселений в Северной Америке. Была младшей из троих детей в семье. По словам Томаса Паули (англ. Thomas Pauly), написавшего краткую биографию Уоркмен, она «с детства тяготилась своим привилегированным положением».
Фанни Уоркмен с юности начала писать рассказы, но из её раннего творчества сохранилось немногое, в том числе рассказ «Случай в отпуске» (англ. A Vacation Episode). Главная героиня рассказа — красивая и аристократичная английская девушка, смотрящая свысока на окружающее общество. Чтобы реализовать свои мечты, эта девушка сбежала из Америки в Гриндельвальд (Швейцария), там стала первоклассной альпинисткой и вышла замуж за американца. В том рассказе Фанни затрагивает темы, которые были значимы для неё уже тогда: охота к перемене мест, горы и права женщин; в раннем товорчестве Фанни Уоркмен уже чувствуется её страсть к приключениям.
Первоначальное образование Фанни Уоркмен получила дома у гувернёров, затем училась в «Школе Мисс Грехам» (англ. Miss Graham's Finishing School) в Нью-Йорке, а также некоторое время в Париже и Дрездене.

В 1879 году Уоркмен возвращается в США. 16 июня 1882 года она выходит замуж за Уильяма Хантера Уоркмена (англ. William Hunter Workman), который был на 12 лет старше её, и также происходил из богатой аристократической просвещённой семьи; он обучался в Йельском и Гарвардском университетах. В 1883 (по данным Паули) или 1884 (по данным Леонарда Брендана) году у них родилась дочь Рачел (Rachel).
Уильям привёл Фанни в альпинизм вскоре после свадьбы, и они много раз вместе проводили лето в Белых горах Нью-Гэмпшира, несколько раз поднимались на высшую их точку — вершину горы Вашингтон (1917 метров над уровнем моря).

В то время в США, в отличие от Европы, женщин уже принимали в альпинистские клубы и давали им возможность совершать восхождения. В горах на Северо-востоке США Фанни Уоркмен и её подруги получили первый серьёзный альпинистский опыт. Они создали новый образ американской женщины — «атлетической домоседки», и Уоркмен восприняла это с энтузиазмом. В 1886 году среди горных туристов в Новой Англии женщин даже было больше, чем мужчин. Дженни Эрни-Стейнер (англ. Jenny Ernie-Steighner) в своём исследовании гендерной динамики альпинизма в этом регионе отмечает, что «ни один из широко известных альпинистов того времени (как мужского, так и женского пола) не говорил о правах женщин так пылко и открыто», как Фанни Уоркмен.
В том же 1886 году состоялась первая публикация литературного произведения Фанни Уоркмен. В журнале «New York Magazine» был напечатан рассказ о спасении из плена белой девочки во время Войны Короля Филипа; критик отметил «забавный и захватывающий» стиль рассказа.
Однако Уоркмен не нравилась провинциальная жизнь Вустера, и хотелось жить в Европе. После смерти отцов Фанни и Уильяма, супруги, получившие по наследству огромные имения, отправляются в своё первое большое путешествие по Скандинавии и Германии.

## Жизнь в Европе и велосипедные туры

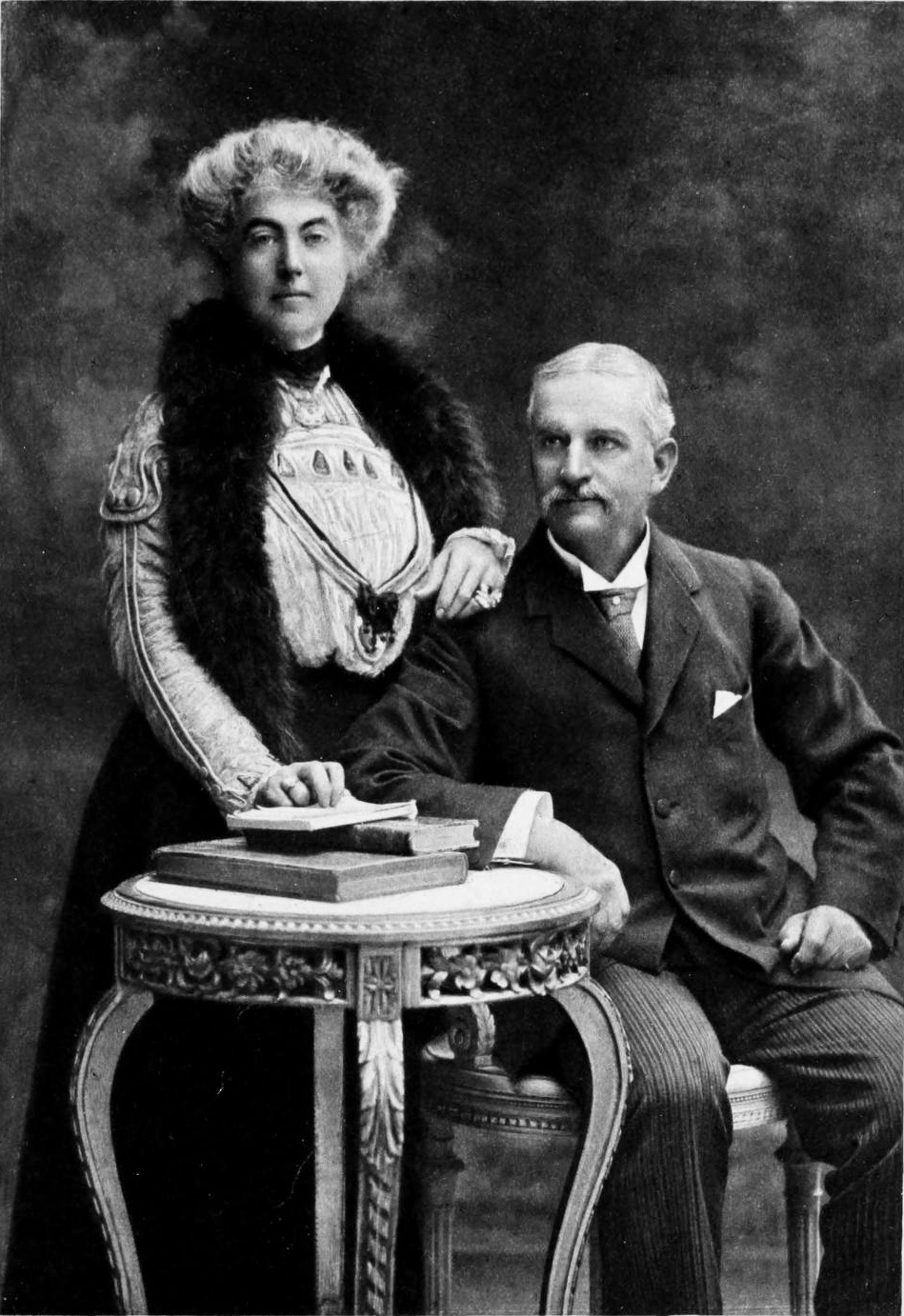
Фанни и Уильям

В 1889 году Уоркмены переехали в Германию, видимо, из-за состояния здоровья Уильяма (хотя Паули предполагает, что это могла быть только отговорка, поскольку Уильям в Германии выздоровел удивительно быстро). Вскоре после того, как супруги прибыли в Дрезден, у них родился второй ребёнок — Зигфрид (нем. Siegfried). Но и с двумя малолетними детьми, Фанни не желала ограничиваться социально приемлемой ролью жены, матери и домохозяйки, и стала известной путешественницей и писательницей, что резко отличалось от «идеала женщины», принятого в европейском обществе XIX века. Фанни Уоркмен была феминисткой и рассматривала себя как пример того, что женщина может преодолевать трудности жизни наравне с мужчиной, а порой и превосходя его; она была воплощением «духа новой женщины» в те дни. Кроме того, как пишет Лури Миллер (Luree Miller) в её книге о женщинах-исследователях, в те времена, когда идеальной семьёй считалась многодетная, а информация о методах контрацепции была труднодоступной, медицинские знания Уильяма были просто бесценными.
Оставив своих детей на попечение нянь, супруги смогли отправиться в дальние и долгие путешествия.
В 1893 году Зигфрид умер от гриппа и воспаления лёгких. Фанни Уоркмен в это время была в велосипедном путешествии. Узнав о смерти сына, она, по словам биографа Паули, стала «агрессивно продвигать свою альтернативную идентичность, которая освобождала её от традиционной ответственности жены и матери и позволяла ей по-прежнему следовать собственным интересам и амбициям»
Когда в 1912 году дочь вышла замуж, родители не присутствовали на её свадьбе, потому что были на Каракоруме в исследовательской экспедиции.
Супруги Уоркмены продолжали исследовать мир и стали соавторами восьми книг-путеводителей, в которых описывались народы, искусство и архитектура тех мест, где побывали Уильям и Фанни. Другие писатели на страницах своих книг отмечали значимость вклада Уоркменов в развитие литературного жанра путевых очерков, и Уоркмены знали об этом. Но при этом в альпинистских рассказах Уоркменов уделялось мало внимания культуре народов тех отдалённых и малонаселённых мест; художественные лирические рассказы о закатах в горах для широкого круга читателей перемежались с подробными описаниями ледников и других географических объектов, ориентированными на научно-исследовательскую аудиторию. Фанни и Уильям добавляли элементы научной работы в своё литературное творчество, чтобы привлечь внимание авторитетных организаций, таких, как «Королевское географическое общество»; Фанни полагала, что наука поможет ей стать более легитимной в глазах альпинистского сообщества; однако это привело к потере части читателей. В целом, их рассказы о путешествиях на велосипедах были лучше восприняты читателями, чем рассказы об альпинистских достижениях. Бо́льшую часть текста этих книг написала Фанни; она уделяла особое внимание положению женщин, живших в тех местах, где она побывала. Однако путевые заметки Уоркменов писались то от первого лица во множественном числе, то от третьего лица в единственном числе, потому читателю сложно отделить написанное Уильямом от написанного Фанни и определить, где выражаются её взгляды, а где — взгляды её мужа.
Стефани Тингли (Stephanie Tingley) в энциклопедической статье о путевых очерках Фанни Уоркмен отмечала, что в тех заметках часто чувствуется подспудная феминистская критика такого положения дел в описываемых обществах, при котором женщины занимают подчинённое положение и терпят много лишений. Как открытая и последовательная защитница прав женщин, Фанни Уоркмен использовала путешествия и заметки о них, чтобы на собственном примере показать, на что способна женщина, и подчеркнуть несправедливость неравноправного положения других женщин. Но при этом, в творчестве Уоркменов прослеживается колониалистское мировосприятие; встретившихся им на пути людей, принадлежащих к сильно отличающимся культурным традициям, они описывают как «экзотических или необычных, а в худшем случае — как примитивных или даже недочеловеков». Впрочем, в то время подобное отношение к чужакам было вполне обычным; те представители других народов, с которыми общались Уоркмены, могли примерно так же воспринимать пару приезжих американцев.

С 1888 по 1893 год Уоркмены путешествовали на велосипедах по Швейцарии, Франции и Италии.
В 1891 году Фанни Уоркмен стала одной из первых женщин, покоривших Монблан Она же была в числе первых женщин, взошедших на вершины Юнгфрау и Маттерхорн. Её горным проводником в этих восхождениях был Петер Таугвальдер, совершивший (совместно с Эдуардом Уимпером) первовосхождение.
В 1893 году Уоркмены решили расширить географию своих путешествий за пределы Европы и отправиться в Алжир, Индокитай и Индию. Идея устроить столь дальнее путешествие принадлежала Фанни.

Но сначала супруги проехали на велосипедах 4500 километров по дорогам Испании в 1895 году. В этом путешествии каждый вёз на себе 9 килограмм багажа. За день они проезжали в среднем 72 км, в отдельные дни до 130. Об этом путешествии Уоркмены написали книгу «Заметки с колёс о современной Иберии» (англ. Sketches Awheel in Modern Iberia). В ней авторы описывали Испанию как «деревенскую, причудливую, очаровательную» (англ. rustic, quaint, and charming). Обычный лейтмотив этой книги не делал её чем-то новым и оригинальным. В «Алжирских воспоминаниях» (англ. Algerian Memories) Фанни уделяет много внимания романтической красоте сельской местности и всячески избегает комментировать ужасные условия в городах, но при том подчёркивает злоупотребления и пренебрежение по отношению к женщине, существовавшие в то время в испанском обществе.

## Индия и Гималаи

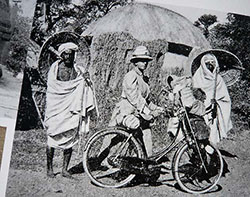
Фанни Уоркмен на велосипеде в Индии (ок. 1897 г.)

Путешествие Уоркменов по Индии, Бирме, Цейлону и Яве началось в ноябре 1897 г., когда Фанни было 38 лет, а Уильяму — 50, и длилось два с половиной года, за которые супруги проехали 23 000 км.
Сначала Уоркмены проехали на велосипедах около 6400 километров от южной оконечности Индии до Гималаев. При этом они старались ехать вдоль магистральных железных дорог, чтобы было где пополнять припасы, а иногда и ночевать в залах ожидания на станциях, если не удавалось найти более подходящего места пребывания. Это позволяла им везти с собой минимум багажа: чай, сахар, бисквиты, мясные консервы, питьевую воду, подушки, шерстяные одеяла, записи, небольшой набор медицинских и ремонтных инструментов.
В Гималаях Уоркменам пришлось идти пешком через два высокогорных перевала (4300 и 5500 метров над уровнем моря), поскольку проехать через них на велосипедах было невозможно. Этот поход был изнурителен. Путешественники часто страдали от нехватки еды и воды, по 40 раз в день латали проколы в шинах велосипедов, ночевали в кишащих крысами жилищах. В своей книге Фанни Уоркмен написала больше о древней архитектуре тех мест, чем о современной ей культуре и обычаях жителей тех мест. При этом нельзя утверждать, что Фанни Уоркмен не знала языков, истории и верований народов Индии и Гималаев, не могла с общаться с местными жителями и потому писала лишь о том, что видела вокруг себя в пути. Уоркмены, готовясь к экспедиции, всерьёз изучали языки, историю и культуру. В частности, перед поездкой они прочитали «Джатаки», «Махабхарату» и «Рамаяну». Их знания об истории Индии были необычайно велики для неспециалистов, живших в то время в западных странах. Но Уоркмены, стремясь узнать больше о культуре народов, создавших такие эпические произведения, провели гораздо больше времени за чтением исторической литературы, чем в общении с живыми людьми.
Летом 1898 года Уоркмены решили покинуть районы с жарким климатом и отправиться в западные Гималаи и в Каракорум, намереваясь исследовать окрестности горы Канченджанга, далее идти в Сикким и завершить горный поход у восточной границы Бутана. Но бюрократические задержки и неблагоприятная погода нарушили их планы.
Понимая, что двое человек на двух велосипедах не могут везти припасы для многомесячного горного похода, Уоркмены решили нанять носильщиков из местных жителей. Слухи о приезжих богатых американцах распространились быстро, и жители окрестных деревень стали сильно завышать цены за такие услуги. Уоркменам всё же удалось нанять 45 носильщиков и закупить провизию, но в результате они сильно задержались и вышли в путь только 3 октября, когда оставалось мало времени до холодов.
Носильщики несли палатки Маммери, спальные мешки, утеплённые пухом гаги, фотографическое и научное оборудование, большие съестные припасы.
В своих путевых заметках Уоркмены жаловались, что общаться и работать с нанятыми носильщиками было тяжело: они отказывались проходить более 8 километров в день и вообще скептически относились ко всей этой затее. Кроме того, местные жители редко поднимались высоко в горы и не привыкли к тому, чтобы ими командовала женщина. Через три дня такого путешествия экспедиция достигла снегов, и тут носильщики взбунтовались: наотрез отказались идти дальше и вообще работать в таких холодных условиях. Пришлось возвращаться в Дарджилинг.
В этой экспедиции Уоркмены допустили провал в организационной работе: не сумели управлять нанятыми ими носильщиками, хотя и пытались это сделать то мягко, то жёстко. Другой исследователь Гималаев, Кеннет Мейсон (Kenneth Mason) в 1955 году написал, что «в этом их путешествии Уоркмены стали жертвами своих собственных ошибок. Они были слишком нетерпеливыми, редко пытались понять менталитет носильщиков и не смогли добиться от них лучшего».
По мнению Лури Миллер, именно это стало основной причиной провала экспедиции: «Почти единственные из путешественников викторианской эпохи, Уоркмены отличились тем, что не только не проявляли ни малейшей симпатии к местным жителям, но даже не понимали их на уровне простого здравого смысла, когда с вереницей идущих сзади врывались в отдалённые бедные деревни с желанием сразу же пополнить запасы и получить услуги».
В своей заметке про Уоркменов Миллер объясняет их проблемы легкомыслием и самонадеянностью, а также тем, что они, будучи американцами, не придавали большого значения кастам и классам, в отличие от британских исследователей той же эпохи: «Уоркмены, как и большинство их соотечественников, необдуманно начинали любые предприятия, ожидая, что со своей неуёмной жизненной энергией они преодолеют все преграды. Британцы справедливо критиковали их за грубое и некомпетентное поведение по отношению к индийцам».

## Альпинизм в Гималаях
Мы вдыхали воздух этого великого горного мира, пили воду из бурных потоков, ниспадающих с его ледников, и глаза наши радовались несравненной красоте и величию его высоченных пиков; шло время, но не спадала сила его очарования, неодолимо и сладостно зовущая нас опять вернуться в эти места, великолепие которых давало нам понять в полной мере смысл красоты и возвышенного.
Несмотря на ошибки и неудачи своего первого путешествия в Гималаи, Уоркмены всерьёз увлеклись скалолазанием и альпинизмом. В течение последующих четырнадцати лет они восемь раз приезжали в эти же горы, многие районы которых в те времена ещё не были нанесены на карты и были практически неизвестны европейцам и американцам. Поэтому в каждой экспедиции Уоркменам пришлось самим исследовать, фотографировать и картографировать пройденную местность, и даже проводить топографическую съёмку, а после экспедиции они составляли отчёты и карты новых мест. Путешествия в такие места тогда были намного труднее, чем в более поздние времена, из-за отсутствия современного лёгкого снаряжения, сухозамороженных продуктов, солнцезащитных кремов и радиоаппаратуры.
Фанни и Уильям периодически менялись ролями в экспедициях: в один год Фанни занималась организацией экспедиции и логистикой, а Уильям — научно-исследовательской работой, а в следующем году — наоборот.
Не сумев в своём первом гималайском путешествии самостоятельно организовать работу экспедиции и управлять нанятыми местными носильщиками, в этот раз Уоркмены наняли Маттиаса Цурбриггена — лучшего и наиболее опытного горного проводника своего времени. С ним и с 50 местными носильщиками, в 1899 году Уоркмены приступили к исследованию ледника Биафо, но плохая погода и опасные трещины в леднике вынудили их переместиться на ледник Скоро-Ла, окружённый тогда ещё непокорёнными вершинами.
Экспедиция совершила первовосхождение на вершину горы высотой 5700 метров над уровнем моря, которая была названа именем сына Фанни Уоркмен, Зигфрида — Зигфридхорн (Siegfriedhorn); Фанни, взойдя на эту вершину, установила мировой рекорд высоты восхождения женщин. Спустившись с первой покорённой вершины, экспедиция Уоркменов разбила лагерь на высоте 5200 м н.у.м. и оттуда отправилась брать ещё бо́льшую высоту — 5930 метров; эта вершина была названа Буллок Уоркмен (англ. Mount Bullock Workman)
С этой вершины открывался потрясающий вид на ещё более высокие горы, включая К2 — вторую по высоте вершину в мире; скорее всего, Фанни Уоркмен была первой женщиной, увидевшей К2. Наконец, была покорена вершина Косер Гунге (Koser Gunge) — 6400 метров над уровнем моря — и Фанни Уоркмен третий раз подряд побила рекорд высоты восхождения.
Пришлось нанимать дополнительных носильщиков, разбивать новый базовый лагерь, ночевать на высоте 5500 метров над уровнем моря, а поутру штурмовать стену высотой 370 метров, продуваемую всеми ветрами. Один из носильщиков покинул их. Пальцы Фанни так онемели, что уже не могли держать ледоруб. По словам Паули: «движимые адреналином и отчаянием к вершине, эти четверо останавливались лишь затем, чтоб измерить высоту: 21 000 футов, и температуру: 10 °F». Фанни оказалась «медленным, но упорным и бесстрашным» альпинистом.
Тогда, в начале XX века, у неё не было специализированного снаряжения вроде скальных крюков или карабинов. Достичь такой высоты ей, по мнению Паули, помогло «её неустрашимое упорство и невосприимчивость к высотной болезни».
При первой же возможности Фанни публиковала в разных изданиях экспедиционные отчёты о своих подвигах, в том числе статью в журнале «Шотландского королевского географического общества» (англ. Royal Scottish Geographical Society). В своей работе под названием «В ледяном мире Гималаев» (англ. In the Ice World of the Himalayas) Фанни, претендуя на написание научной работы, описывала свою работу с модифицированным барометром, однако эта работа вызвала критические отзывы учёных, указывающих на отсутствие у Фанни Уоркмен достаточных научных знаний. Но популярные обозреватели, напротив, высоко оценили эту книгу Уоркменов; один из них заключил, что «мы без колебаний можем сказать, что доктор и миссис Уоркмен написали одну из самых запоминающихся книг о путешествиях за последние несколько лет»

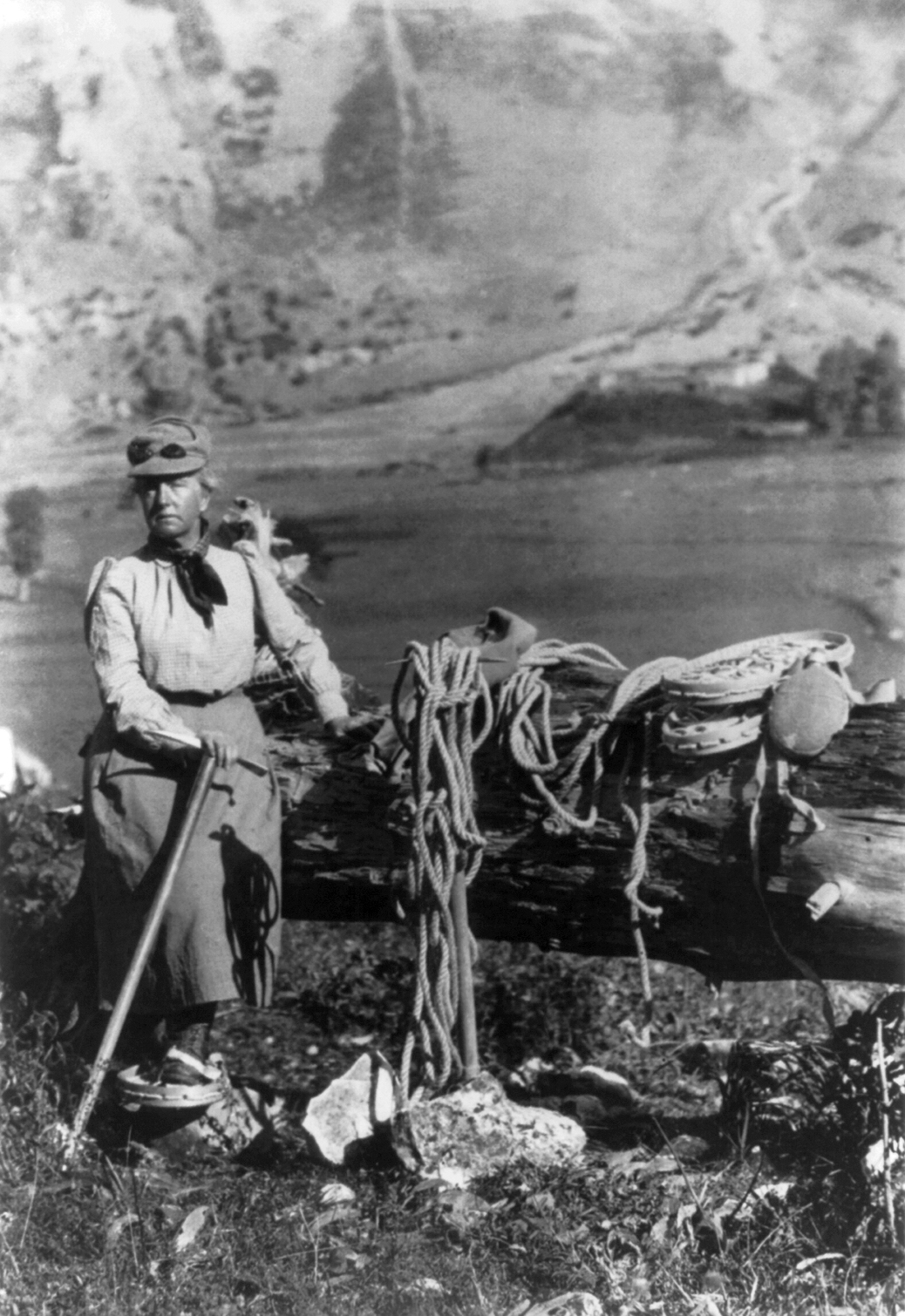
Фанни Уоркмен с альпинистским снаряжением. По словам комментатора, «хотя в то время брюки уже считались допустимой спортивной женской одеждой, Уоркмен носила юбки — в том числе и во время езды на велосипеде, на котором она проехала тысячи миль по Европе и Азии, и взбираясь на гималайские пики, и перебираясь через трещины в ледниках»..

В 1902 году Уоркмены вернулись в Гималаи и стали первыми западными путешественниками, изучившими ледник Чого Лунгма (Chogo Lungma Glacier), начиная от Аранду (на территории современного Пакистана). В той экспедиции они наняли 80 носильщиков и взяли с собой четыре тонны припасов, но исследованиям препятствовали почти непрекращающиеся снегопады и шторм, продлившийся 60 часов.
В 1903 году Уоркмены отправились на ледник Хох Лумба (Hoh Lumba Glacier), их горным проводником в этот раз был Киприен Савое (Cyprien Savoye). Также они попытались покорить расположенный неподалёку Пирамидальный Пик (англ. Pyramid Peak), позднее переименованный в Спантик (хребет Спантик-Сосбун). Первая ночёвка была на высоте 4900 м, вторая — 5700 м. К третьей ночи они планировали подняться до 6100 метров над уровнем моря, но один из носильщиков, сказавшись больным, убедил их остановиться на 5900 метрах — после чего неожиданно покинул их. Несмотря на это, Фанни поднялась на остроконечную вершину высотой 6878 м н.у.м., установив новый рекорд восхождения. Уильям и носильщик, восходящие с ней, до вершины не дошли — остановились в нескольких сотнях футов, поняв, что не успеют спуститься на безопасную высоту прежде, чем горная болезнь оставит их без сил.
После этих путешествий Уоркмены выступали с лекциями по всей Европе. Фанник читала лекции на английском, немецком и французском языках. Их выступления пользовались большим успехом. Так, во французском Лионе тысяча человек втиснулись в небольшую аудиторию, а потом 700 из них оттуда вытолкали.
В 1905 году Фанни стала второй женщиной, официально обратившейся в «Королевское географическое общество» (первой была Изабелла Бёрд, сделавшая это в мае 1897 г.). Об этом обращении написала газета «The Times».
В 1906 году Уоркмены вернулись в Кашмир, и стали первыми западными исследователями горного массива Нун Кун. В этой экспедиции горным проводником снова был Савое, также участвовали шесть итальянских альпийских носильщиков и 200 местных. Морис Иссерман (Maurice Isserman) и Стюарт Вивер (Stewart Weaver), авторы книги по истории гималайского альпинизма, утверждали, что Уоркмены презирали местных носильщиков, но всё равно были вынуждены их нанимать: «их книги, не имеющие ценности в остальном, читаются как одна большая жалоба на леннось, лживость, воровство и мошенничество всех тех, от кого они, к несчастью, зависели в местном обеспечении» Уоркмены планировали установить четыре горных лагеря на высотах от 5382 до 6400 метров над уровнем моря.
Несмотря на проблемы с носильщиками, Уоркмены побили мировой рекорд высоты ночёвки: они ночевали на вершине Z1 хребта Нун Кун (6181 м н.у.м.) в палаточном лагере, который с гордостью назвали «Лагерь Америка» (англ. Camp America).
Уильям написал про Фанни:

Она сосредотачивала своё внимание на пределе видимого, часто пренебрегая трудностями и даже опасностями, что могли лежать на пути к достижению. Она шла вперёд с решимостью достигнуть цели и отвагой, а неудачи придавали ей больше сил, чем победы. Она верила в пользу любой возможности. Она была не из тех, кто пассует перед трудностями, и первой никогда не предлагала повернуть назад перед лицом обескураживающих обстоятельств.
Оригинальный текст (англ.)She concentrated her attention on the end in view, often disregarding the difficulties and even the dangers that might lie in the way of accomplishment. She went forward with a determination to succeed and a courage that won success where a less determined effort would have failed. She believed in taking advantage of every opportunity. She was no quitter, and was never the first to suggest turning back in the face of discouraging circumstances.

Географическая карта, составленная Уоркменами в этой экспедиции, получилась низкого качества. По словам Мейсона (Mason), эта супружеская пара недостаточно хорошо умела делать топографическую съёмку, из-за чего их измерения были неточными и оказались бесполезными для «Индийской топографической службы» (англ. Survey of India).

### Пик Пинакль и рекорд высоты

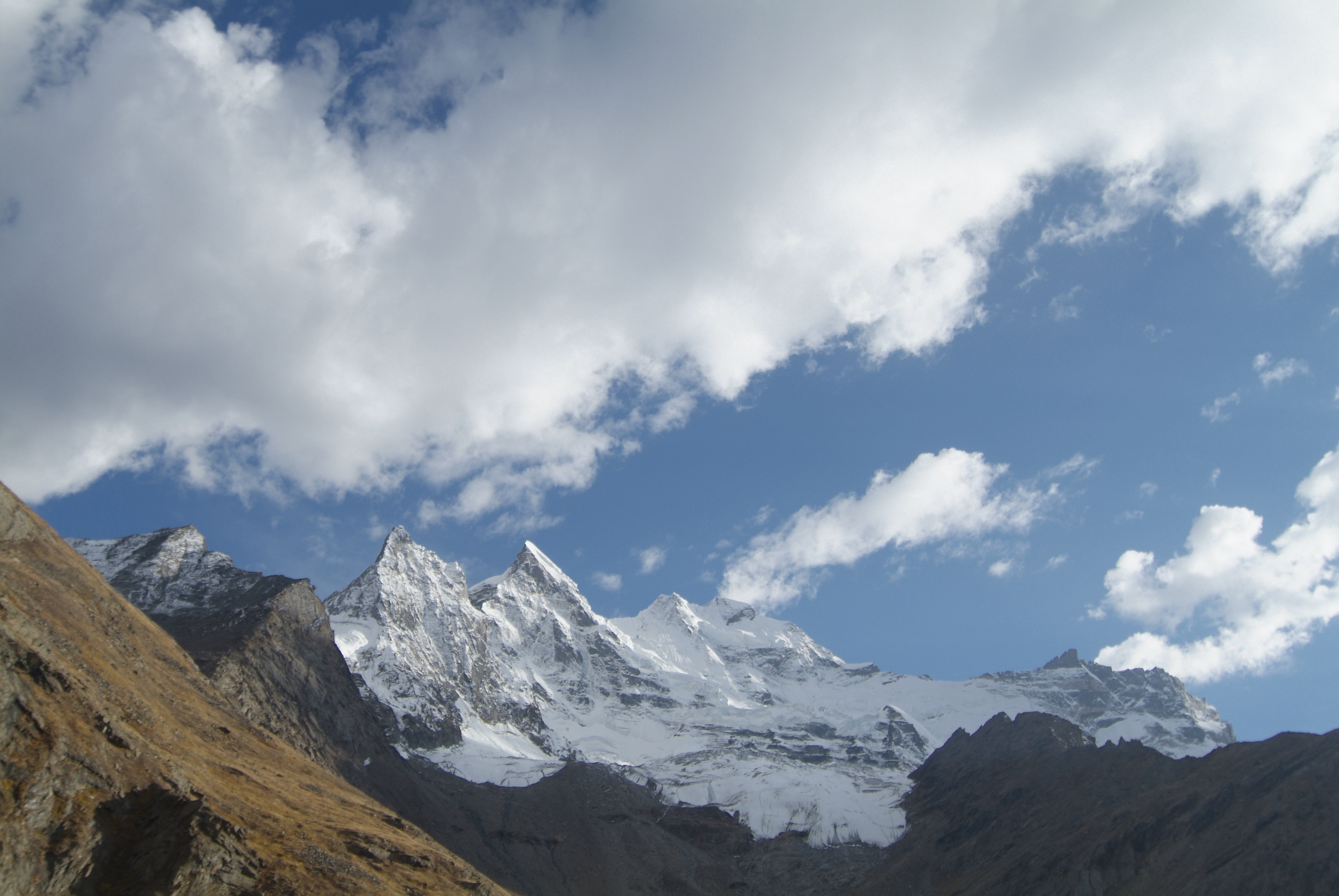
Слева — Пик Пинакль, по центру — гора Кун. Вид из долины Суру

В 1906 году 47-летняя Фанни Уоркмен поднялась с высоты 6181 метр над уровнем моря на Пик Пинакль (англ. Pinnacle Peak) — неглавную вершину горного массива Нун Кун (западные Гималаи). По данным самих Уоркменов, высота этой вершины над уровнем моря составляла 7091 метр. Однако позднее более точные геодезические исследования показали, что высота Пика Пинакль — 6930 метров над уровнем моря. Но, по-любому, это стало наивысшим альпинистским достижением Фанни Уоркмен. Иссерман и Вивер отметили: то, что она «вообще смогла взойти на эту гору, без использования современного снаряжения, да к тому же ещё в длинной тяжёлой юбке — говорит о её способностях и решимости».
На Пике Пинакль Фанни снова установила мировой рекорд высоты восхождения среди альпинисток. Этот рекорд был побит только в 1934 году — когда Хетти Диренфурт поднялась на Сиа Кангри до 7315 метров над уровнем моря.
Из-за ошибки в своих измерениях высоты Уоркмены решили, что покорили семитысячник и теперь могут считать себя ведущими специалистами в области высотного альпинизма.
Фанни Уоркмен решительно отстаивала свой рекорд высоты восхождения в спорах с другими претендентками, особенно с Энни Смит Пек, которая заявила о том, что взошла на вершину горы Уаскаран в Перу, высоту которой Пек определила как 23 000 футов (7000 метров) над уровнем моря. Однако геодезические измерения, проведённые Энни Пек, также были ошибочными — в качестве базовых ей пришлось использовать огромные расстояния в горах, которые она не могла измерить с необходимой точностью. Успехи соперницы настолько не давали покоя Фанни Уоркмен, что она заплатила 13 тысяч долларов США команде французских геодезистов из Национального географического института Франции за точное измерение высоты вершины Уаскарана. Эти измерения были сделаны и дали результат в 6768 м н.у.м.; тем самым первенство Фанни в установлении женского рекорда высоты восхождения было доказано.
Стремясь быть лучшей женщиной, Фанни повела себя как мелочный регистратор рекордов. «По иронии, её стремление сравняться с любым мужчиной в восхождении на большие высоты закончилось опустошительной атакой на другую американскую женщину, которая попыталась превзойти её — примечает Паули, и далее заключает — Если бы даже Фанни Уоркмен получила признание, которое она заслуживала уже своим феминистским устремлением отличиться в этом традиционно мужском спорте, ей бы всё равно припомнили это педантичное фиксирование рекордов ею достигнутой высоты высоты».

### Ледники Хиспар и Сиачен

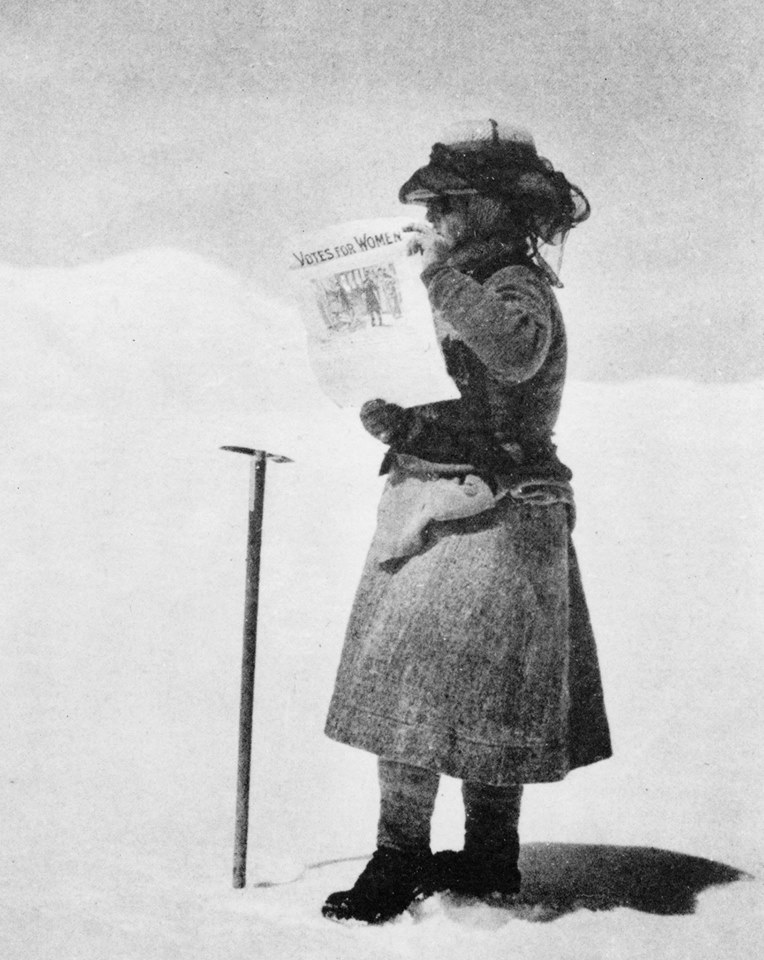
Фанни Уоркмен на Плато Серебряного Трона читает статью «Голоса за женщин» в газете

В 1908 году Уоркмены возвратились в Каракорум и провели исследования ледника Хиспар, протяжённость которого тогда составляла 61 километр. Затем они прошли от Гилгита до Нагира (ныне Нагар) через перевал Хиспар (5300 м н.у.м.) — на 60-километровый ледник Биафо, и через этот ледник до городка Асколи (англ. Askole). Этим Фанни Уоркмен установила ещё один мировой рекорд среди женщин-альпинисток: рекорд расстояния, пройденного по гималайским ледникам.
Уоркмены описывали психологический эффект воздействия высоты, изучали ледники и ледовые башенки, а также проводили метеорологические измерения; для измерения высоты над уровнем моря у них были барометр-анероид и термометр для измерения температуры кипения.
Исследования ледника Роуза (англ. Rose Glacier) и 72-километрового ледника Сиачен, расположенного вокруг горы Машербрум в Балтистане, проведённые Уорменами в 1911 и 1912 годах — стали самыми важными достижениями в их карьере, потому что это эти ледники в то время были самыми крупными доступными для изучения субполярными ледниками в мире. За два месяца Уоркмены успели исследовать ледник, покорить несколько окрестных вершин и составить карту этой местности. Всё это время они находились на высоте свыше 4600 метров над уровнем моря, а наивысшей достигнутой ими точкой стало седло Индира (англ. Indira Col), название которому дали также Уоркмены. В работе экспедиции участвовало несколько опытных альпийских горных проводников и геодезистов, включая Гранта Петеркина (Grant Peterkin) и Сурьяна Сингха (Surjan Singh); благодаря им удалось составить географические карты, намного более качественные, чем те, что были сделаны Уоркменами в предыдущих экспедициях, в том числе карту ледника Сиачен, которая использовалась много лет без изменений.
На заснеженном плато на высоте около 6400 метров над уровнем моря, Фанни Уоркмен развернула газету «Votes for Women», и её муж сделал исторический фотоснимок.
В этой экспедиции один из итальянских проводников погиб, провалившись в трещину, а Фанни чудом осталась жива. Остальные были потрясены случившимся, но решили продолжать путешествие. Фанни повела экспедицию через перевал Сиа-Ла (нем. Sia La), расположенный на высоте 5700 метров над уровнем моря, к изголовью ледника Сиачен и далее, через неизвестную тогда территорию, на ледник Кабери (англ. Kaberi Glacier).
По итогам этой экспедиции Фанни Уоркмен написала книгу «Два лета в диких льдах Восточного Каракорума» (англ. Two Summers in the Ice-Wilds of Eastern Karakoram), в которой не поскромничала отметить собственную главную роль в экспедиции: «Доктор Хантер Уоркмен сопровождал меня всё это время, был интендантом, фотографом и гляциологом — но ответственным руководителем этой экспедиции была я, и её успех либо провал должен был зависеть, по большому счёту, от моих усилий».
Эта экспедиция и книга о ней оказались наибольшими успехами в жизни Фанни.

## Дальнейшая жизнь и смерть

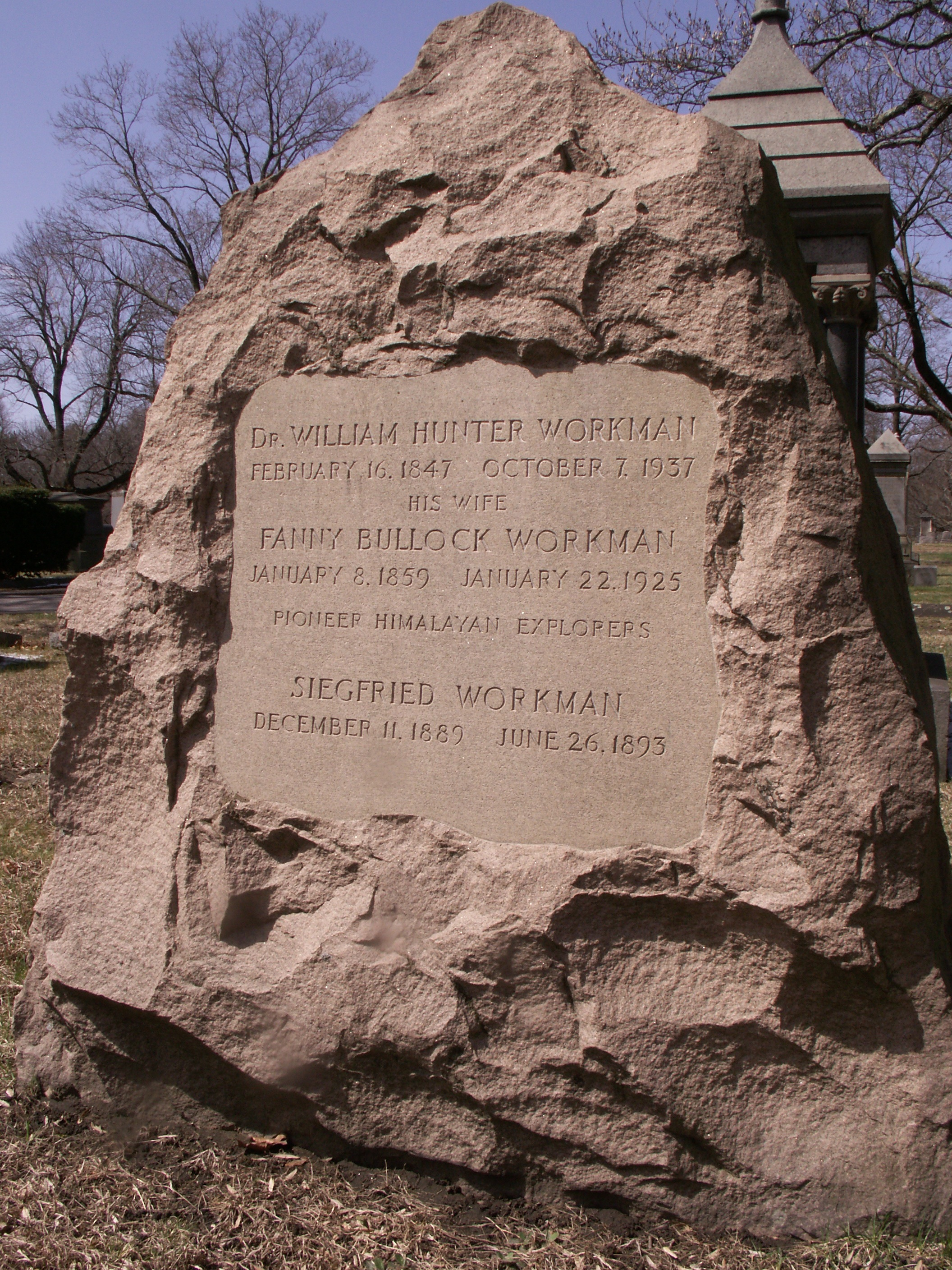
Монумен Фанни Буллок Уоркмен на кладбище «Рурал Симитри» (участок 1500, сектор 31, г. Вустер, Массачусетс, США)

После 1912 года Уоркмены уже не занимались географическими исследованиями, и перешли к написанию книг и чтению лекций. Начавшаяся в 1914 году Первая мировая война также воспрепятствовала проведению новых экспедиций.
Фанни Уоркмен стала первой американской женщиной, выступившей с лекциями в Сорбонне в Париже, а также первой женщиной, принятой в члены «Королевского географического общества» — такой чести она удостоилась потому, что в опубликованных ею работах присутствовало научное описание оледенения и других природных явлений. Также Фанни Уоркмен получила награды десяти европейских географических обществ, стала членом «Американского альпийского клуба», «Королевского азиатского общества Великобритании и Ирландии», «Итальянского альпийского клуба» (итал. Club Alpino Italiano), «Германско-австрийского альпийского клуба» (нем. Deutscher und Österreichischer Alpenverein), а также «Французской федерации клубов альпинистов и горных туристов» (фр. Fédération française des clubs alpins et de montagne). Фанни очень гордилась этим, перечисляла достижения и регалии на титульных страницах своих книг.
В 1917 году Фанни Уоркмен тяжело заболела, и после продолжительной болезни умерла в 1925 году в городе Канны, Франция. Её прах первоначально был захоронен в Массачусетсе, а затем перезахоронен рядом с прахом её мужа на кладбище «Рурал Симитри» (англ. Rural Cemetery) в городе Вустер того же штата. На их монументе там нанесена памятная надпись «Пионеры гималайских исследований» (англ. Pioneer Himalayan Explorers). Фанни Уоркмен завещала 125 тыс. долларов США четырём колледжам, поддерживающим равноправие женщин: Редклиффу (англ. Radcliffe College), Уэллсли, Смиту и Брин-Мору.

## Наследие
Почему я хочу, чтобы экспедицию на ледник Сиачен связывали в первую очередь с моим именем?.. Я это делаю не ради собственного продвижения, но исключительно для того, чтобы нынешние и будущие успехи женщин были хорошо известны другим женщинам; я желаю заявить в печати, что женщина способна быть организатором и руководителем экспедиции. В будущем, когда станет общепризнанным то, что женщина может быть самостоятельным работником не только в области географических исследований, но и в любой сфере деятельности — тогда не нужно будет особо подчёркивать значение её работы; но это время ещё не вполне наступило: сейчас необходимо отметить то, что делают женщины, как минимум, установленные ими рекорды — чтобы показать женщинам преимущества их пола.

### Женщины в альпинизме
Фанни Буллок Уоркмен и Энни Смит Пик в начале XX столетия признавались одними из самых знаменитых в мире женщин-альпинисток. Они соперничали друг с другом, но это состязание показало, что женщины в состоянии достигать самых отдалённых уголков планеты и восходить на любые горы. До этого многие сомневались, что женщина вообще сможет серьёзно заниматься альпинизмом и скалолазанием. В частности, в гималайских горных экспедициях доминировали богатые мужчины-англичане.
Во времена до Первой мировой войны больше ни одна женщина не занималась альпинизмом в Гималаях; позднее развитие снаряжения и прогресс в области организации экспедиций снизили риск и облегчили трудности экспедиций.
Фанни Уоркмен, будучи ревностной феминисткой и защитницей равноправия женщин, старалась донести до читателей своих книг то, как конкретные успехи и достижения раскрывают весь потенциал возможностей женщины. Сама она считала, что ставит под сомнение или нарушает нормы приличия викторианской эпохи, касающиеся поведения женщины. Она на собственном примере показала, что женщина может быть достаточно сильной, чтобы преуспевать за пределами своего дома, чтобы проехать огромные расстояния на велосипеде в условиях жаркого влажного климата или же подниматься на высокие и холодные вершины гор. Уоркмен смело вторглась в традиционно мужские сферы деятельности, и в некрологе, опубликованном в «Альпийском журнале» (англ. Alpine Journal) после её смерти, было сказано, что она «страдала от „полового антагонизма“»; далее автор добавляет: «возможно, некое подспудное чувство позволяет нам сказать, что вторжение женщин в область географических исследований, столь долго бывшую мужской прерогативой, местами уже произошло … и имеет тенденцию к дальнейшему росту … можем ли мы говорить об этом с безразличием?».
Однако Энн Колли (англ. Ann Colley), изучавшая историю альпинизма викторианской эпохи, полагает, что половая дискриминация тогда была более явной на малых высотах и в обыденной жизни, нежели на больших высотах, в частности, в Гималаях: «вопреки некомпетентному мнению, возникающему под давлением общества — выше снеговой линии или в отдалённых регионах, женщины-альпинистки чувствовали себя более равноправными и сильными … при желании, они вполне могли конкурировать с мужчинами и быть столь же спортивными».
Тингли в «Литературном биографическом словаре» (англ. Dictionary of Literary Biography) оценила Фанни Уоркмен как «напористую, решительную и бескомпромиссную американскую писательницу-путешественницу начала века» и как «одну из первых женщин, работавших профессиональными альпинистами и горными проводниками, написавшую о предпринятых ей и её мужем экспедициях в самые отдалённые уголки Гималаев. Она была искренней защитницей избирательного права для женщин, и, очевидно, считала себя образцом для подражания для других путешественниц и альпинисток».
Колледж Уэллсли, получивший денежное наследство Фанни Уоркмен, учредил специальную стипендию её имени, в размере 16000 долларов США, которая присуждалась каждый год за лучшую дипломную работу по любой дисциплине, преподаваемой в этом колледже. Другой наследник по завещанию, Брин-Мор-колледж, учредил Стипендию путешественника имени Фанни Буллок Уоркмен (англ. Fanny Bullock Workman Traveling Fellowship), которая, при наличие финансовых возможностей, предоставлялась кандидатам в PhD в области археологии или истории искусств.

### Значение трудов Уоркменов для дальнейших исследований Гималаев
По утверждению Мейсона, многие книги Уоркменов оказались полезными для последующих путешественников и географических исследователей, и длительное время не устаревали — особенно ценными в них оказались фотографии и иллюстрации; но географические карты, составленные Уоркменами, были «обманчивыми и не всегда достоверными». По мнению Краига, Уоркмены превосходно описывали метеорологические условия, состояние горных ледников и влияние высоты на здоровье и самочувствие человека, но они оказались слабыми топографами.
Во многом благодаря экспедициям Уоркменов, горный туризм и альпинизм поднялись на новый уровень, став не только активным отдыхом, но и серьёзным спортивным состязанием. По утверждению Иссермана и Вивера, «то, что Уоркмены были отважными первооткрывателями и альпинистами, не подлежит сомнению; но они также занимались активной саморекламой, и в стремлении к признанию и славе иногда преувеличивали оригинальность и значимость своих дел». Окончательно оценивая деятельность Уоркменов, Иссерман и Вивер заключают, что «они прошли больше миль и покорили больше горных пиков, чем кто-либо ранее; они выпустили пять богато иллюстрированных томов об экспедициях, которые имели широкий круг читателей; и, конечно, просто благодаря своему полу Фанни создала бесценный гималайский прецедент. Но Уоркмены не были великими альпинистами. Лучшее, что они умели делать — решительно и умело следовать тропе, с большим трудом проторённой их итальянскими проводниками».
Паули же отмечает, что «в некоторых недавних отзывах о Фанни Уоркмен чувствуется стремление преуменьшить её достижения или пренебречь ими, но её современники, не знавшие о тех, кто вскоре достигнет гораздо больших успехов, были высокого мнения об Уоркменах».
Фанни и Уильям Уоркмены стали первыми американцами, зашедшими так далеко в Гималаи и нарушившими британскую монополию на гималайский альпинизм.

### Книги
- Algerian memories : a bicycle tour over the Atlas to the Sahara. — London: T.F. Unwin, 1895. — 216 p.

- Sketches awheel in modern Iberia. — London: Unwin, 1897. — 280 p.
- In the ice world of Himálaya, among the peaks and passes of Ladakh, Nubra, Suru, and Baltistan. — New York: Cassell & Company, Limited, 1900. — 204 p.
- Ice-Bound Heights of the Mustagh: An Account of Two seasons of Pioneer Exploration and High Climbing in the Baltistan Himalaya. — London: A. Constable & Co., 1908. — 444 p.
- Peaks and Glaciers of Nun Kun: A Record of Pioneer-Exploration and Mountaineering in the Punjab Himalaya. — London: Constable and Company Ltd., 1909. — 411 p.
- The Call of the Snowy Hispar: A Narrative of Exploration and Mountaineering on the Northern Frontier of India. — New York: Scribner, 1911. — 520 p.
- Two Summers in the Ice-Wilds of Eastern Karakoram: The Exploration of Nineteen Hundred Square Miles of Mountain and Glacier. — New York: E. P. Dutton & Company, 1916. — 578 p.
- Through Town and Jungle: Fourteen Thousand Miles A-Wheel Among the Temples and People of the Indian Plain. — London: Unwin, 1904.

### Статьи
- Among the Great Himalayan Glaciers (англ.) // National Geographic. — 1920. — November (no. 13). — P. 405–406.
- First Ascents of the Hoh Lumba and the Sosbon Glaciers in the Northwest Himalayas (англ.) // Independent. — 1903. — 2 December (no. 55). — P. 3108–3112.
- Miss Peck and Mrs. Workman (англ.) // Scientific American. — 1910. — 12 February. — P. 143.
- Miss Peck and Mrs. Workman (англ.) // Scientific American. — 1910. — 1 April. — P. 319.
- Recent First Ascents in the Himalaya (англ.) // Independent. — 1910. — 1 June (no. 68). — P. 1202–1210.
- Conquering the Great Rose (англ.) // Harper. — 1914. — June (no. 129). — P. 44–45.
- Exploring the Rose (англ.) // Independent. — 1916. — 1 January (no. 85). — P. 54–56.
- Four Miles High (англ.) // Independent. — 1916. — 1 June (no. 86). — P. 377–378.

## Пояснения
1. ↑  
Историк Майкл Плинт (Michael Plint) отметил, что «гора Буллок Уоркмен» и «гора Зигфридхорн» были «надолго забыты» (p. 234).
2. ↑  примерно 6500 м
3. ↑  −12 °C